# PC-FX
La PC-FX (ピーシー エフエックス, Pī Shī Efu Ekkusu) est une console de jeux vidéo 32 bits, développée par NEC. Elle est commercialisée à partir du 23 décembre 1994, soit quelques semaines après la PlayStation de Sony et un mois après la Sega Saturn. Pensée pour succéder à la PC-Engine et à la SuperGrafX, ses jeux sont au format CD-ROM.
Contrairement à ses prédécesseurs, la PC-FX n'est sortie qu'au Japon. La console a la forme d'un tour verticale comme les boîtiers au format tower de certains PC, et devait être aussi évolutive que ces derniers. Cependant, la PC-FX ne possédait pas de puce graphique capable de gérer la 3D, car à la place, NEC s'est concentré sur le full motion vidéo et les capacités de jeu 2D. Finalement, ce choix a rendu la FX moins puissante que ses concurrents. Elle était également chère et manquait de soutien de la part des développeurs et éditeurs de jeux vidéo. Tout ceci combiné fait qu'elle n'a pas réussi à rivaliser avec les autres consoles de cinquième génération. Le PC-FX est la dernière console de jeu vidéo de NEC et la production a été arrêtée en février 1998, alors que seulement 400 000 exemplaires avaient été vendus en 4 ans.

## Historique
La PC-FX est basée sur une architecture système 32 bits nommée "Tetsujin" ou "Iron Man", développée en interne par NEC.
C'est en mai 1991 qu'a lieu la présentation d'un premier prototype basé sur un microprocesseur central HuC62320 (RISC 32 bits, 10 MIPS) secondé par cinq coprocesseurs. En 1992, NEC présente Tetsujin/Iron Man lors d'un certain nombre de salons professionnels et d’événements en 1992 et, au milieu de l’année, a commencé à discuter avec de nombreux développeurs tiers sur la sortie imminente d’une console de jeux vidéo basé sur cette architecture. À l'époque, la PC-Engine était encore très populaire au Japon et les avis sur la technologie Iron Man sont partagés. En effet, beaucoup de développeurs ne sont pas intéressés par le passage à un matériel plus puissant alors que le marché de la PC Engine continuait à croître. NEC a donc arrêté le travail sur le projet Tetsujin/Iron Man, préférant opter de nouvelles modifications de la technologie sur laquelle est basée la PC Engine.
Lorsque NEC finit par décider de sortir la PC-FX, les spécifications de la console sont très proches de celle de l'architecture d'Iron Man, la principale différence étant l'abandon du processeur HuC62320 au profit du NEC V810, un nouveau processeur RISC 32 bits V-810. Chose inhabituelle pour une console de cinquième génération, la PC-FX ne possède pas de processeur graphique dédié a la gestion de la 3D,. Le raisonnement de NEC est que les processeurs graphiques qui existent alors sont relativement peu puissants, ce qui se traduit par des graphismes ayant une apparence très cubique. Pour contourner ce problème, les créateurs de la PC-FX préfèrent utiliser des graphismes en 3D pré-calculée pour les jeux. La conséquence directe de ce choix est que le point fort de la PC-FX est la possibilité de décompresser 30 images au format JPEG par seconde, tout en jouant des pistes audio enregistrées dans un format numérique,. Grosso modo, cette console utilise une forme de Motion JPEG,. La PC-FX offre ainsi une full motion vidéo d'une qualité supérieure à celle des autres consoles de cinquième génération.
|                  |                 |                                         |
| FX-PAD (manette) | FX-MOU (souris) | FX-BMP (cartouche pour les sauvegardes) |

Pour bien mettre en avant les points fort de la future console, NEC a demandé a Hudson Soft, qui est leur partenaire privilégié depuis le lancement de la PC Engine, de ne développer que des jeux basés sur des animé populaires et utilisant des séquences animées déjà existantes. Le principal problème de cette politique est qu'elle a empêché Hudson Soft de transposer sur PC-FX des séries de jeux vidéo très populaires sur PC Engine comme Bomberman et PC Kid.
Contrairement à la plupart des autres consoles, en dehors de la 3DO et du CD-i, la PC-FX était également disponible sous la forme d'une carte graphique interne compatible avec les ordinateurs NEC PC-98 et AT / IBM PC. Cette carte est fournie avec deux CD de logiciels pour aider les utilisateurs à programmer des jeux pour la PC-FX. Cependant, des problèmes de compatibilité font que les jeux développés avec ces logiciels ne peuvent pas être utilisé avec la console.
Le public cible de cette nouvelle console est assez étroit, puisque NEC se concentre essentiellement sur les acheteurs de la PC Engine, espérant que ces derniers vont remplacer leur console favorite par la PC-FX. Dans une interview qu'il donne environ un an avant le lancement de la nouvelle console, un représentant de NEC a déclaré que bien que sa société n’ait pas entièrement exclu la possibilité d’une sortie de la PC-FX en dehors du Japon, il pensait qu'a moins de rajouter des usages non-liés au jeu vidéo, la PC-FX se vendrait mal aux États-Unis en raison de son prix élevé. De fait, ce choix réduisait encore plus le public-cible de la PC-FX.
La sortie de cette nouvelle console est annoncée officiellement à la fin de l'année 1993,. Cette nouvelle est accueillie de manière assez tiède par la presse spécialisée. Ainsi, dans son numéro spécial Game Machine Cross Review de mai 1995, le magazine Famicom Tsūshin donne à la PC-FX une note de 18 sur 40. Après un lancement retardé, la PC-FX est finalement commercialisé à partir du 23 décembre 1994, soit quelques semaines après la PlayStation de Sony et un mois après la Sega Saturn. Ce mauvais timing, ceux ayant déjà acheté la Playstation ou la Saturn n'ayant pas forcément le temps et l'argent nécessaire pour acheter une autre console aussi vite, couplé aux limitations techniques de la console et au côté très restreint du public ciblé, font que le démarrage est très mauvais et que les quelques dizaines de milliers de consoles disponibles ont beaucoup de mal à trouver preneur. Finalement, la production de la PC-FX a été arrêtée au début de l'année 1998, cette dernière ne s'étant vendue qu'a 400 000 exemplaire depuis son lancement.

## Spécifications techniques
|                                                                     |                                        |      |
| Face arriére de la PC-FX, avec les ports S-Video et vidéo composite | PC-FX avec le lecteur de disque ouvert | Base |

- Processeur : NEC V810 à 21,5 MHz
- RAM : 2 Mio
- RAM Vidéo : 1,25 Mio
- RAM Partagée : 1 Mio (Utilisé pour les tâches d'arrière-plan, DMA CD-ROM, décodeur de mouvement et ADPCM)
- VRAM Dédiée : 265 Kio (HuC6270)
- ROM de l'OS : 1 Mio
- Back-up RAM : 32 Kio
- résolution : 320 × 240 pixels sur une palette de 16 millions de couleurs, 128 sprites, décompression MPEG-1
- CD-ROM : vitesse X2, 256 kio de cache

Vidéo
Format de couleur interne: Digitized Y'UV (et non YCbCr)
Nombre maximum de couleurs affichées à l'écran en simultané : 16,777,216 (couleurs en 24-bi, 8 bits par canal)
Résolutions: 256x240p, 341x240p, 256x480i, 341x480i
6 background layers
2 sprite layers
1 motion decoder layer généré à partir des données encodées au format RLE ou JPEG
Sorties vidéos : Composite et S-Video
Son16-Bit Stereo CD-DA
2 canaux ADPCM a ~31,5 kHz avec son panoramique droite/gauche
6 canaux sample 5-bit avec son panoramique droite/gauche
Sorties audio: × 2 RCA
Port d'ExpansionPort SCSI IO x 1 (Arrière), Port pour carte Backup RAM - FX-BMPx 1 (Avant), Port pour 3D VPU x 1 (Base)
Contrôleurs de jeu
FX-PAD - manette de jeu avec 6 Boutons et 2 Switch, FX-MOU - souris avec 2 boutons
Accessoires
FX-BMP - Carte de sauvegarde de 128 kB alimentée par 2 piles AAA, FX-SCSI - Adaptateur permettant de connecter la PC-FX à un PC pour l'utiliser comme lecteur de CD-ROM

## Matériel
|                  |                  |                   |
| Carte mère PC-FX | Carte mère PC-FX | Carte fille PC-FX |

Le PC-FX utilise des CD-ROM comme support de stockage, tout comme le CD-ROM², une extension de la PC-Engine qui, à l'origine, n'utilisait que des HuCard. La manette de jeu est pratiquement identique à celle de la DUO-RX, mais les boutons de tir rapide ont été remplacés par des boutons servant à basculer entre les modes A et B. Les périphériques existant incluent une souris PC-FX, qui est prise en charge par des jeux de stratégie tels que Farland Story FX et Power DoLLS FX.
L'aspect « tour de PC » de la PC-FX était inhabituelle pour les consoles de l'époque, car elle devait être installée en position comme une tour d'ordinateur, tandis que les autres consoles de 5e génération doivent être posées à plat. Parmi les caractéristiques spécifiques à la PC-FX, on trouve ses trois ports d’expansion et son alimentation intégrée, semblable à celle de la 3DO, il comportait une alimentation intégrée.
Le PC-FX comprend une carte système 32 bits HU 62, une puce LSI et un processeur RISC V-810 32 bits. Elle peut afficher 16,77 millions de couleurs, ce qui correspond aux capacités de la PlayStation.

## Jeux
62 jeux sont sortis sur PC-FX, ceux disponibles dès le 23 décembre 1994 pour le lancement de la console étaient Graduation 2: Neo Generation FX, Battle Heat et Team Innocent et le dernier jeu sorti est First Kiss Story qui est sorti le 24 avril 1998. Un pourcentage élevé de ces jeux sont des jeux vidéo pour adultes.En plus de ces jeux, un certain nombre de démo sur CD-ROM ont été distribuées en blister avec des magazines, que les acheteurs pouvaient lire soit sur une PC-Engine équipé d'un lecteur CD-ROM soit sur une PC-FX.
Par contre, et comme le laissait entendre le responsable de NEC dans l'interview de 1993, la console et ses jeux ne sont sortis qu'au Japon.
À noter qu'il n'y a aucune protection contre la copie sur aucun des jeux PC-FX; car à la sortie de la console, le prix élevé des lecteurs/graveurs de CD-R rendait le piratage trop coûteux pour être rentable.
Voici une liste de jeux sorti sur la PC-FX
| Titre                                            | Date de sortie    | Développeur       | Éditeur          |
| ------------------------------------------------ | ----------------- | ----------------- | ---------------- |
| Aa! Megami-sama!                                 | 12 décembre 1997  | NEC               | NEC              |
| All Japan Women's Pro Wrestling: Queen of Queens | 24 mars 1995      | NEC               | NEC              |
| Fushigi no Kuni no Angelique                     | 11 octobre 1996   | Koei              | NEC              |
| Angelique Special                                | 22 décembre 1995  | Koei              | NEC              |
| Angelique Special 2                              | 20 décembre 1996  | Koei              | NEC              |
| Angelique Tenkū no Requiem                       | 2 avril 1998      | Koei              | NEC              |
| Anime Freak FX Vol. 1                            | 12 août 1995      | NEC               | NEC              |
| Anime Freak FX Vol. 2                            | 22 décembre 1995  | NEC               | NEC              |
| Anime Freak FX Vol. 3                            | 5 avril 1996      | NEC               | NEC              |
| Anime Freak FX Vol. 4                            | 28 février 1997   | NEC               | NEC              |
| Anime Freak FX Vol. 5                            | 29 août 1997      | NEC               | NEC              |
| Anime Freak FX Vol. 6                            | 27 février 1998   | NEC               | NEC              |
| Arubarea's Maiden                                | 27 juin 1997      | NEC               | NEC              |
| Battle Heat                                      | 23 décembre 1994  | Hudson Soft       | Hudson Soft      |
| Blue Breaker: Ken yori mo Hohoemi o              | 27 septembre 1996 | Hunex             | NEC              |
| Blue Chicago Blues                               | 22 mars 1996      | Riverhill Soft    | NEC              |
| Boundary Gate: Daughter of Kingdom               | 24 janvier, 1997  | Pack-In-Video     | NEC              |
| Can Can Bunny Extra DX                           | 27 septembre 1996 | Cocktail Soft     | Cocktail Soft    |
| Chip-chan Kick!                                  | 13 septembre 1996 | Cybertech Custom  | NEC              |
| Classmates 2                                     | 8 août 1996       | ELF Corporation   | NEC              |
| Cocktail Pack                                    | 26 novembre 1997  | Cocktail Soft     | NEC              |
| Comic Road                                       | 26 septembre 1997 | Cocktail Soft     | NEC              |
| Cutie Honey FX                                   | 5 novembre 1995   | Datawest          | NEC              |
| Deep Blue Fleet                                  | 31 mars 1995      | Micro Cabin       | NEC              |
| Der Langrisser FX                                | 26 avril 1996     | NCS               | NEC              |
| Detective Ladies                                 | 31 mai 1996       | Head Room         | NEC              |
| Dragon Knight 4                                  | 28 mars 1997      | NEC Avenue        | NEC              |
| Farland Story FX                                 | 8 novembre 1996   | NEC               | NEC              |
| Fire Woman Matoi-gumi                            | 20 décembre 1996  | Tokuma Shoten     | NEC              |
| First Kiss Story                                 | 24 avril 1998     | Hunex             | NEC              |
| Galaxy Fraulein Yuna FX                          | 8 mars 1996       | Hudson Soft       | Hudson Soft      |
| Graduation 2: Neo Generation FX                  | 23 décembre 1994  | Riverhill Soft    | NEC              |
| Graduation Real                                  | 16 janvier 1998   | NEC Interchannel  | NEC Interchannel |
| Kokū Hyouryo Nirgends                            | 28 juin 1996      | Micro Cabin       | NEC              |
| Kishin Doji Zenki: Vajura Fight                  | 22 décembre 1995  | Hudson Soft       | Hudson Soft      |
| Last Imperial Prince                             | 14 mars 1997      | Nihon Application | NEC              |
| Lil' Red Riding Hood Cha-Cha                     | 25 octobre 1996   | NEC               | NEC              |
| Lunatic Dawn FX                                  | 24 novembre 1995  | Artdink           | NEC              |
| Mahjong Goku Tenjiku                             | 24 mars 1995      | Chat Noir         | NEC              |
| Makeruna! Makendou Z                             | 20 mars 1998      | Fill In Cafe      | NEC              |
| Megami Paradise II                               | 26 juillet 1996   | NEC               | NEC              |
| Minimum Nanonic                                  | 24 octobre 1997   | NEC               | NEC              |
| Miraculum: The Last Revelation                   | 29 mars 1996      | RayForce          | NEC              |
| Pachio-kun FX                                    | 22 septembre 1995 | Coconuts Japan    | NEC              |
| Welcome to Pia Carrot                            | 23 mai 1997       | Cocktail Soft     | Cocktail Soft    |
| Power Dolls FX                                   | 23 février 1996   | Kodado Studio     | NEC              |
| Return to Zork                                   | 23 mai 1995       | Datawest          | NEC              |
| Ruruli Ra Rura                                   | 20 février 1998   | NEC               | NEC              |
| Shanghai: The Great Wall                         | 15 mars 1996      | Activision        | NEC              |
| Sparkling Feather                                | 25 avril 1997     | NEC               | NEC              |
| Super God Trooper Zeroigar                       | 8 août 1997       | NEC               | NEC              |
| Super Power League FX                            | 26 avril 1996     | Hudson Soft       | Hudson Soft      |
| Super Real Majhong PV FX                         | 29 mars 1996      | Naxat Soft        | Naxat Soft       |
| Team Innocent                                    | 23 décembre 1994  | Hudson Soft       | Hudson Soft      |
| Tekipaki Working Love FX                         | 27 mars 1998      | NEC               | NEC              |
| Tenchi Muyo! Ryo-Ohki FX                         | 12 juillet 1996   | Micro Cabin       | NEC Interchannel |
| Tengai Makyo Karakuri Kakutoden                  | 28 juillet 1995   | Hudson Soft       | Hudson Soft      |
| Tokimeki Card Paradise                           | 26 janvier 1996   | Sonnet            | Sonnet           |
| Tonari no Princess Rolfee!                       | 25 juillet 1997   | NEC               | NEC              |
| Voice Paradise                                   | 17 mai 1996       | Ask Koudansha     | NEC              |
| Wakusei-Kōgekitai Little Cats                    | 4 juillet 1997    | NEC               | NEC              |
| Zoku Hatukoi Monogatari                          | 6 juin 1996       | Tokume Shoten     | NEC              |